# 國教

確立國教的國家：
佛教
天主教
東正教
新教
基督教非宗派教會
遜尼派
什葉派
無教派伊斯蘭教
世俗國家

国教或官方宗教、官方信仰，是指由国家确立的特定宗教。拥有国教的国家并非一定为神权国家，也不代表国教受到政府控制。国家或政府在当代社会中对公民施加国教影响的程度差别很大，从沙特阿拉伯、伊朗的高度影响，到丹麦、英格兰、蘇格蘭、挪威、冰岛和希腊的最低度影响或根本没有影响。

## 簡介
历史上，在實行政教合一的國家，国教可以對國家政權的政治和政策有很大影響力，有的國家內的人民更被強制成為国教之信徒。與此同時，國家政權也可以對國教有很大的影響力，有很多宗教的教義在政治需要下或者在政治領導人的個人喜好之下被任意解讀，宗教領袖被當權者隨意撤換，信徒們被迫接受。
東南亚的一些国家将佛教确立为国教（例如柬埔寨），而欧洲地区的很多国家则把基督教的某個宗派确立为国教（天主教、東正教或者新教的某個教派），阿拉伯国家则把伊斯兰教（遜尼派或什葉派）确立为国教。日本在江戶時代，規定每戶家庭都必須歸屬在日本佛教某宗派之下，成為寺院的檀越，稱「寺檀制度」；帝國時期則實施「國家神道」，將神道定為國民共通的信仰。實際上日本政府的這兩次行為，相當於訂定佛教與神道為國教。
在宗教改革及啟蒙運動後，現代的世俗國家多實行政教分离，官方宗教不再支配政府。在宗教自由的保障和世界人权宣言下，做為公民權利，人們可根據自己的意願選擇宗教信仰。同樣的，各種宗教也不再受政府支配。正是出於這個理由，基督新教提出了政教分離的概念，並且在世界各地大力推廣。
全世界以憲法或其他法律條文規定規定佛教為國教的有不丹、柬埔寨等國家。以基督宗教為國教的有英格蘭、丹麦、冰島、希臘等國家，但保障宗教自由。規定伊斯蘭教為國教的有伊朗、叙利亚等多數中東阿拉伯國家及亞洲的马来西亚（马来西亚宪法保障宗教自由）。政教合一，並強制人民必須是伊斯蘭教徒的有沙特阿拉伯。佛教、基督宗教、伊斯蘭教也常被合称为世界三大宗教。
另外，雖強調宗教自由及政教分离，但許多國家由於深厚的歷史文化傳統聯繫，影響遍及大眾生活、政治等領域，如美國，以基督新教為主流歷史傳統，信奉基督宗教人口佔多數，故基督信仰在某些重要傳統儀式及制度設計上仍有特殊地位；土耳其在公立學校會推廣伊斯蘭教义，又如以色列的猶太教、日本的神道與佛教、印度的印度教、中国的佛教和道教，雖然沒有法定國教地位，但可視為一種隱性的國教。

## 宗教势力最强和最弱的国家和地区
宗教势力包括多神教（polytheism）、一神教（monotheism）和泛神论（pantheism）的宗教组织及其神职人员。
所谓泛神论（pantheism），为未设立具体神祇之教义崇拜（如日本的神道、海地的巫毒），非指无神论（explicit atheism）。

## 确立了国教的国家和地区列表
| 宗教     | 以其为国教的国家和地区 | 备注（分布地区）                                     |
| -------- | --- | ---------------------------------------------------- |
| 基督宗教 | 梵蒂冈、 馬爾他、 列支敦斯登、 摩納哥、 丹麦、 挪威、 芬兰、 冰島、 格陵兰、 英格兰、 斯瓦尔巴和扬马延、 希腊、 亞美尼亞、 衣索比亞、 尚比亞、 萨摩亚、 、 法罗群岛、                                        | 西亞、南欧、北欧、西欧、中美洲、大洋洲、非洲等地区。 |
| 佛教     | 不丹、 柬埔寨、 斯里蘭卡、 緬甸 | 南亚、东南亚、印度洋等地区。                         |
| 伊斯兰教 | 马来西亚、 摩洛哥、 ， 突尼西亞、 阿尔及利亚、 利比亞、 毛里塔尼亚、 索馬利蘭、 埃及、 伊拉克、 科威特、 伊朗、 巴林、 沙烏地阿拉伯、 阿联酋、 阿曼、 葉門、 馬爾地夫、 、 约旦、 巴基斯坦、 阿富汗、 叙利亚 | 西亚、北非、东非、黎凡特、美索不达米亚等地区。       |